# علیرضا حیدری (بازیکن فوتبال)
علیرضا حیدری (زادهٔ ۱۰ آذر ۱۳۷۱ در تهران) بازیکن فوتبال اهل ایران است که در پست دروازه‌بان بازی می‌کند‌.

## دوران باشگاهی
از باشگاه‌هایی که در آن بازی کرده‌است می‌توان به باشگاه فوتبال پدیده خراسان، باشگاه فوتبال راه‌آهن، ملوان ، تراکتورسازی، ماشین‌سازی تبریز ، مس کرمان، شمس آذر قزوین و خلیج فارس ماهشهر اشاره کرد. او همچنین تشابه اسمی با علیرضا حیدری کشتی گیر دارد